# Ашокнагар (округ)
Ашокнагар (англ. Ashoknagar) — округ в індійському штаті Мадх'я-Прадеш. Входить в Дивізіон Гваліор . Утворений 15 серпня 2003 року з частини території округу Гуна. Адміністративний центр — місто Ашокнагар. Площа округу — 4674 км². За даними всеіндійського перепису 2001 року населення округу становило 688 920 человек.
| Індія | Це незавершена стаття з географії Індії. Ви можете допомогти проєкту, виправивши або дописавши її. |

1. ↑  перепис населення Індії в 2011 році